# أندرو موير (سياسي)
أندرو موير (بالإنجليزية: Andrew Muir)‏ (من مواليد 9 يوليو 1976) هو سياسي أيرلندي شمالي وعضو عن حزب التحالف في الجمعية التشريعية لأيرلندا الشمالية عن الدائرة الانتخابية داون الشمالية. تم تعيينه بصفته عضو الجمعية التشريعية بعد انتخاب العضو ستيفن فاري عن حزب التحالف كنائب برلماني في مجلس عموم المملكة المتحدة عن الدائرة الانتخابية داون الشمالية في الانتخابات العامة في المملكة المتحدة 2019، كما انتُخب في نفس الدائرة الانتخابية في انتخابات جمعية أيرلندا الشمالية 2022.
موير مثلي الجنس علنا، ويعتبر أول رئيس بلدية مثلي الجنس بشكل علني في أيرلندا الشمالية وثاني عضو مثلي الجنس علنًا في الجمعية التشريعية لأيرلندا الشمالية.

## الحياة السياسية

### مجلس داون الشمالية (2010-2019)
تم اختيار موير في «مجلس بورو داون الشمالية» في عام 2010، وانتُخب في دائرة هوليوود انتخابات أيرلندا الشمالية المحلية 2011. تم انتخابه في أول إحصاء بنسبة 22.73% من الفوز للأكثر أصواتا، لكنه لم يتصدر الاستطلاع حيث تفوق عليه عضو الجمعية التشريعية غوردن دون المنتخب حديثًا بـ 90 صوتًا.
أصبح موير أول رئيس بلدية مثلي الجنس بشكل علني في أيرلندا الشمالية عندما أصبح رئيس بلدية داون الشمالية بورو بين عامي 2013 و2014.
أعيد انتخاب موير في الانتخابات المحلية 2014 لهوليوود وكلانديبوي بعد إصلاح الحكومة المحلية الذي دمج مجالس بلدية أردز ونورث داون. ترشح كواحد من اثنين من المرشحين عن حزب التحالف إلى جانب كايت نيكول. تم انتخابه خلف ستيفن دون، نجل غوردون دون كعضو الجمعية التشريعية للدائرة الانتخابية داون الشمالية.
ترشح موير إلى جانب ستيفن فاري كمرشح للتحالف في انتخابات مجلس النواب لعام 2016 في داون الشمالية، وحلّ في المركز الثاني خلف زميله في حزبه.
أعيد انتخاب موير لاحقًا في انتخابات أيرلندا الشمالية المحلية 2019، حيث تصدر الاقتراع ب1،397 صوتًا (20.43%). تم انتخاب زميلته في الترشح جيليان غرير أيضًا في أول إحصاء وفاز بمقعد على حساب الحزب الديمقراطي الاتحادي.

### عضو المجلس التشريعي (2019-)
تم اختيار موير من قبل حزب التحالف ليحل محل ستيفن فاري، النائب البرلماني المنتخب حديثًا عن الدائرة الانتخابية داون الشمالية في مجلس عموم المملكة المتحدة، وتم اختياره في الجمعية التشريعية لأيرلندا الشمالية. وبذلك، أصبح ثاني عضو مثلي الجنس علنًا في الجمعية ، بعد تحالف جون بلير (عن دائرة جنوب أنتريم).
وهو حاليًا من أهم السياسيين في الحزب والمتحدث باسم البنية التحتية والتمويل في حزب التحالف.
تم اختياره للترشح كواحد من مرشحي حزب التحالف في دائرة داون الشمالية في انتخابات جمعية أيرلندا الشمالية 2022 وتم انتخابه هو وزميلته كوني إيغان. حصل على ثاني أكثر الفوز للأكثر أصواتا (6،838) و 16.38% من الأصوات حيث زاد تصويت حزب التحالف بنسبة 10.3% في الدائرة.

## الحياة الشخصية
موير مثلي الجنس علنا.